# Nahoře bez

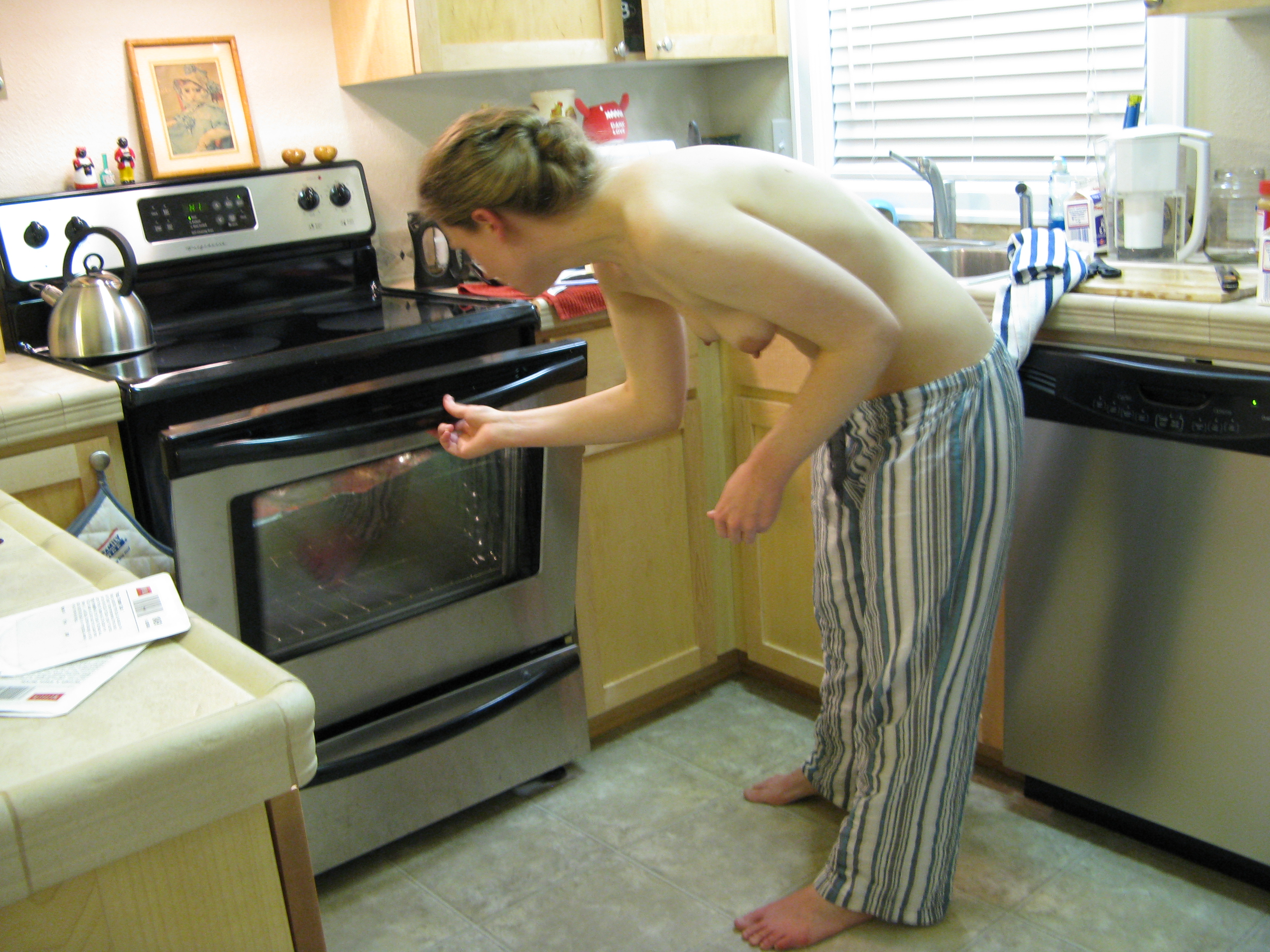

Nahoře bez (nebo také topless) je stav, kdy ženy nemají nad úrovní svého pasu žádné oblečení. Tento termín popisuje situaci, kdy jsou odhalená prsa včetně dvorců a bradavek, a to obvykle na veřejném místě.
Historický i současný kontext chození nahoře bez je velmi široký, a neomezuje se jen na situace, jejichž motivem je sexuální vzrušení. Většina prozápadních kultur chápe odhalená ženská prsa jako sexuálně vzrušující element. Nicméně některé země považují stav nahoře bez za obvyklý.

## Kdy jsou ženy nahoře bez
Ženy jsou nahoře bez většinou doma když se chtějí uvolnit, jelikož podprsenka svírá. Také jsou ženy nahoře bez při pohlavním styku či opalování. Nahoře bez jsou také ženy v afrických domorodých kmenech. 

## Africké domorodé kmeny

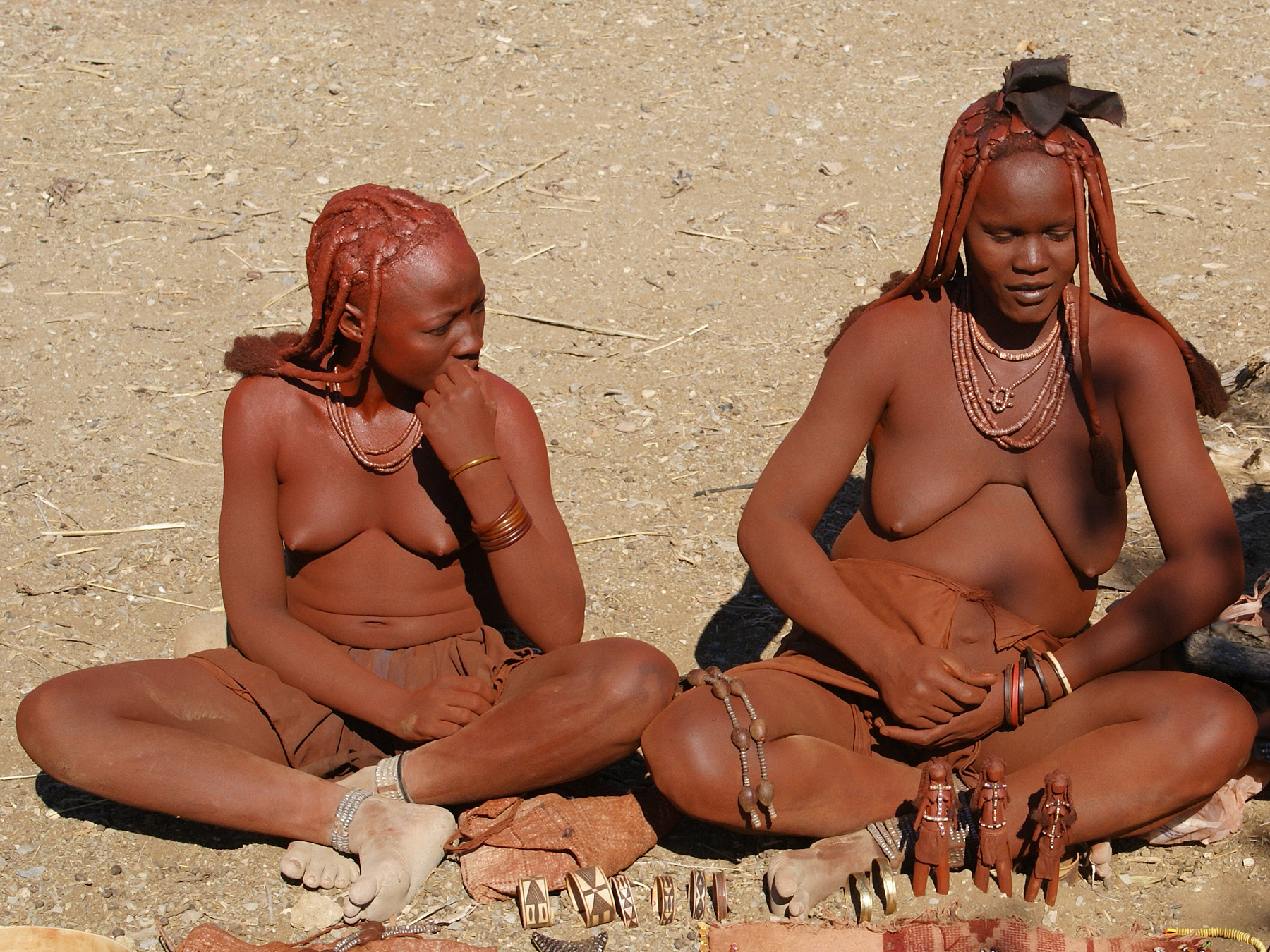
Africké domorodé ženy